# Vera Blue
Pour les articles homonymes, voir Blue.
Celia Pavey, née le 23 janvier 1994 à Forbes, Australie connue sous son nom de scène Vera Blue, est une chanteuse-compositrice australienne.
Elle vit à Sydney et est produite par le label Mercury Records Australia, qui fait partie d'Universal Music Australia.
Son album d'inspiration folklorique This Music a atteint la quatorzième place des ARIA Album Charts en Australie en juillet 2013. Elle chante, joue de la guitare et du violon. Elle a terminé troisième dans la saison 2 de The Voice Australia.

## Carrière

### 2013-2014: Celia Pavey, The Voice etThis Music
Au cours de la saison 2013 de The Voice Australia, Pavey a auditionné en s'accompagnant à la guitare sur la chanson Scarborough Fair dans la version de Simon & Garfunkel. Elle a été acclamée par les juges et le public. Le clip de cette audition a amassé plus de 12 millions de vues en ligne. Elle a rejoint l'équipe de Delta et s'est classée troisième dans la compétition.
| Tour                   | Chanson                                                        | Artiste original                               | Commande | Résultat                                                                   |
| ---------------------- | -------------------------------------------------------------- | ---------------------------------------------- | -------- | -------------------------------------------------------------------------- |
| Auditions à l'aveugles | Scarborough Fair                                               | Simon et Garfunkel                             | 4        | Tous les juges se retournent. Pavey choisit de rejoindre l'équipe de Delta |
| Battles                | A Thousand Years (vs. Anna Weatherup)                          | Christina Perri                                | 1        | Sauvée par Delta                                                           |
| Duels                  | Woodstock                                                      | Joni Mitchell                                  | 1        | Sauvée par le public                                                       |
| Direct 1               | Jolene                                                         | Dolly Parton                                   | 10       | Sauvée par le public                                                       |
| Direct 2               | Edelweiss                                                      | La Mélodie du bonheur                          | 7        | Sauvée par le public                                                       |
| Direct 3               | Will You Love Me Tomorrow                                      | Carole King                                    | 8        | Sauvée par le public                                                       |
| Demi finales           | Xanadu                                                         | Olivia Newton-John et Electric Light Orchestra | 1        | Avancée                                                                    |
| Demi finales           | Candle in the Night                                            | Celia Pavey                                    | 10       | Avancée                                                                    |
| Grand final            | You're the Voice(avec Celia Pavey, Danny Ross et Luke Kennedy) | John Farnham                                   | 1        | 3e place                                                                   |
| Grand final            | Go Your Own Way(avec Delta Goodrem)                            | Fleetwood Mac                                  | 5        | 3e place                                                                   |

## Discographie

### Albums
| Titre     | Détails de l'album                                                              |                             |                                                                              |
| --------- | ------------------------------------------------------------------------------- | --------------------------- | ---------------------------------------------------------------------------- |
| Titre     | Détails de l'album                                                              | This Music (as Celia Pavey) | - Sortie : juillet 2013 - Label : Mercury Records, Universal Music Australia |
| Perennial | - Sortie : 21 juillet 2017 - Label : Mercury Records, Universal Music Australia |                             |                                                                              |

### Albums en direct
| Titre                          | Détails de l'album |
| ------------------------------ | --- |
| Lady Powers en direct au forum | - Sortie : 26 octobre 2018 - Label : Island Records Australia, Universal Music Australia - Formats : CD, téléchargement numérique, streaming |

### Extended play
| Titre           | Détails                                                                                                   |                           | |
| --------------- | --- | ------------------------- | --- |
| Titre           | Détails                                                                                                   | Bodies(comme Celia Pavey) | - Sortie : 29 août 2014 - Label : Mercury Records / Universal Music Australia - Format : Téléchargement numérique |
| Bout des doigts | - Sortie : 13 mai 2016 - Format : téléchargement numérique, streaming - Label : Universal Music Australia |                           | |

### EP
Liste des EP, avec les détails sélectionnés
| Titre      | Détails de l'album                                         |                     | |
| ---------- | ---------------------------------------------------------- | ------------------- | --- |
| Titre      | Détails de l'album                                         | Corps (Celia Pavey) | - Sortie : 29 août 2014 - Label : Mercury Records / Universal Music Australia - Format : Téléchargement numérique |
| Fingertips | - Sortie : 13 mai 2016 - Format : Téléchargement numérique |                     | |

### Singles

#### En tant qu'artiste principal
| Titre                                                                               | Année | Meilleur classement | Meilleur classement | Certifications     | Album              |
| Titre                                                                               | Année | AUS                 | NZ Chaud            | Certifications     | Album              |
| ----------------------------------------------------------------------------------- | ----- | ------------------- | ------------------- | ------------------ | ------------------ |
| Believe Me (comme Celia Pavey)                                                      | 2013  | -                   | -                   |                    | Single sans album  |
| Red (as Celia Pavey)                                                                | 2014  | -                   | -                   |                    | Corps              |
| Hold                                                                                | 2015  | 62                  | -                   | - ARIA: Platine    | Bout des doigts    |
| Settle                                                                              | 2016  | 79                  | -                   | - ARIA: Platine    | Bout des doigts    |
| Private                                                                             | 2017  | 84                  | -                   | - ARIA: Or         | Vivace             |
| Mended                                                                              | 2017  | 96                  | -                   | - ARIA: Platine    | Vivace             |
| Regular Touch                                                                       | 2017  | 97                  | -                   | - ARIA: 2x Platine | Vivace             |
| First Week                                                                          | 2017  | -                   | -                   |                    | Vivace             |
| Lady Powers (avec Kodie Shane)                                                      | 2018  | -                   | -                   | - ARIA: Or         | Vivace             |
| All the Pretty Girls                                                                | 2018  | 82                  | -                   | - ARIA: Platine    | TBA                |
| Like I Remember You                                                                 | 2019  | -                   | -                   | - ARIA: Or         | TBA                |
| The Way That You Love Me                                                            | 2019  | -                   | 30                  |                    | TBA                |
| Nobody Like You (with Louis the Child)                                              | 2020  | -                   | -                   |                    | Ici pour l'instant |
| Heroes                                                                              | 2020  | -                   | -                   |                    | TBA                |
| Lie to Me                                                                           | 2020  | -                   | -                   |                    | TBA                |
| "-" indique un enregistrement qui n'a pas été enregistré ou qui n'a pas été publié. |       |                     |                     |                    |                    |